# The Maine (album)
The Maine è il nono ed eponimo album in studio del gruppo rock statunitense The Maine, pubblicato il 1º agosto 2023.
Il 24 novembre 2023 è uscita una nuova versione di thoughts i have while lying in bed in collaborazione con Nick Santino dei Beach Weather (ex A Rocket to the Moon). Il 29 dicembre è uscita una versione alternativa di leave in five insieme a MisterWives.
Il 12 gennaio è uscita una versione deluxe del disco.

## Tracce
1. dose no. 2 – 2:54
2. how to exit a room – 3:44
3. blame – 3:10
4. leave in five – 3:37
5. the mood i'm in / jsyk – 3:31
6. i think about you all time – 3:16
7. thoughts i have while lying in bed – 3:39
8. funny how? – 3:36
9. cars & caution signs – 5:00
10. spiraling – 3:44

Durata totale: 36:11
Tracce bonus (Edizione deluxe)
1. thoughts i have while lying in bed (feat. Beach Weather) – 3:39
2. funny how? (wedding version) – 3:34
3. blame (feat. Valley) – 3:10
4. leave in five (feat. MisterWives) – 3:37

## Formazione
- John O'Callaghan – voce, pianoforte, chitarra ritmica
- Kennedy Brock – chitarra ritmica, cori, chitarra solista
- Jared Monaco – chitarra solista
- Garrett Nickelsen – basso
- Pat Kirch – batteria, percussioni